# Pasážník
Pasážník (též průchodní stroj) je astronomický dalekohled, který se pohybuje výhradně v rovině místního poledníku a slouží k přesnému měření poloh vesmírných těles ve chvíli, kdy procházejí tímto poledníkem, tedy středovým svislým vláknem dalekohledu. Z přesně změřeného průchodu tělesa poledníkem (kulminace) lze určit hvězdný čas nebo rektascenzi (tyto dvě hodnoty se při průchodu poledníkem rovnají).